# Cáseo amigdaliano
O cáseo amigdaliano (ou tonsilólito) são mineralizações de resíduos dentro das cavidades das amígdalas. Possíveis sintomas são mau hálito, desconforto e irritação nas amígdalas, dificuldade em engolir e tosse.  
Não é raro que seja confundido como placa bacteriana, pus ou até mesmo pedaços de dente. O seu surgimento pode ser indicativo de uma infecção como a amigdalite ou ser acompanhado de inflamação da garganta.
O cáseo não é contagioso e pode ser expelido durante a fala, tosse ou espirros. Pode ainda ser removido das amígdalas mediante a utilização de instrumentos ou “apertando-se” as amígdalas, podendo gerar ferimentos nestes casos.
Esta condição afecta uma significativa percentagem da população, na ordem dos 10%, podendo durar anos ou a vida inteira. As cirurgias, conservadoras ou não, têm sido alternativas viáveis de tratamento. No entanto, não existe nenhum método de tratamento não-invasivo e de baixo custo que apresente resultados satisfatórios. No Brasil, registam-se mais de 150 mil casos por ano.

## Cirurgia
Amigdalectomia, a remoção cirúrgica das amígdalas, é um procedimento médico que pode ser feito de duas formas: laser (dispositivos que utilizam luz altamente concentrada para cortar, queimar ou remover tecidos do corpo) ou raspagem de tecido (remoção de tecido por raspagem com um instrumento cirúrgico chamado cureta).

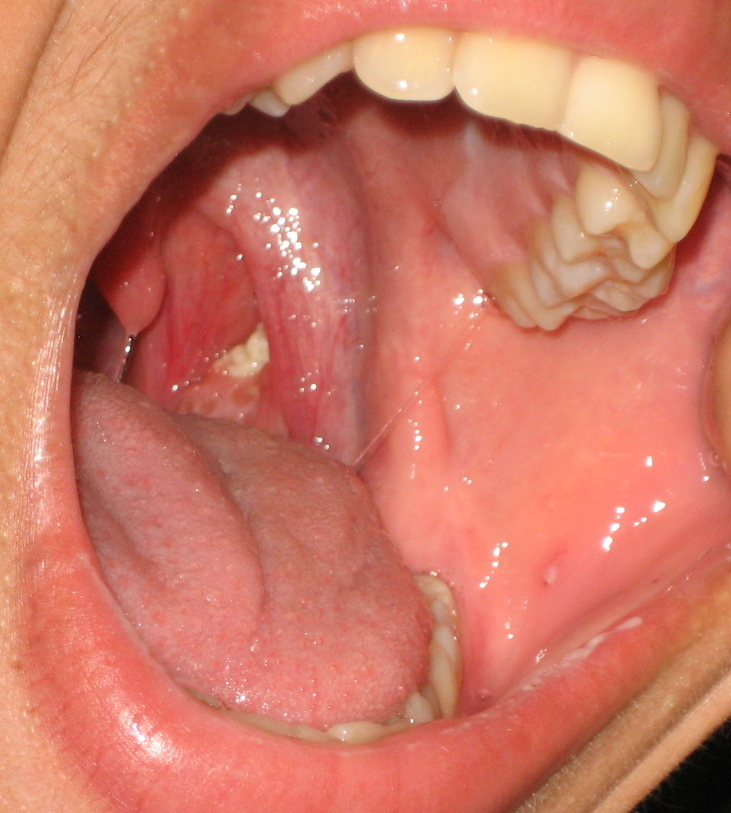
Caseum em amígdala (tonsil).

## Sintomas
O tonsilólito pode não ser assintomático, no entanto é comum causar mau hálito. Ocassionalmente poderá haver dificuldade em engolir, sabor metálico, tosse, irritação e desconforto nas amígdalas. Quando o cáseo amigaliano é de maior proporções pode causar uma infeção nas amígalas, inflamação da garganta, dor de ouvido.

## Tratamento
Geralmente, pode ser tratado pela própria pessoa, removendo com pinças, cotonetes, ou até mesmo o próprio dedo. Muitos não precisam de tratamento. Os maiores podem ser removidos por um médico.

## Diagnóstico
Geralmente diagnosticável pela própria pessoa. Não requer exames laboratoriais ou de imagem.

## Idades Afetadas
| IDADE      |             |
| 0-2 anos   | Raro        |
| 3-5 anos   | Raro        |
| 6-13 anos  | Comum       |
| 14-18 anos | Muito comum |
| 19-40 anos | Muito comum |
| 41-60 anos | Muito comum |
| +60 anos   | Muito comum |

## Ver Mais
- Tonsila
- Tonsilite (ou amigdalite)
- Tonsilectomia (ou Amigdalectomia)

## Links
- Cáseos amigdalianos: o que são as bolinhas na boca e quando é grave